# Casearia crassinervis
Casearia crassinervis es una especie de planta fanerógama perteneciente a la familia Salicaceae. Es originaria de Cuba.

## Descripción
Casearia crassinervis está confinada en las montañas del macizo Nipe-Sagua-Baracoa en el este de Cuba, donde aparece en los bosques de pinos.

## Taxonomía
Casearia crassinervis fue descrito por Ignatz Urban y publicado en Repertorium Specierum Novarum Regni Vegetabilis 18: 118. 1922.